# Jerzy Hajduga
Jerzy Hajduga (ur. 30 marca 1952 w Krakowie) – polski duchowny katolicki, należy do Zakonu Kanoników Regularnych Laterańskich.

## Życiorys
W 1980 został kanonikiem laterańskim. W 1987 przyjął święcenia kapłańskie. Jest autorem tomików poetyckich, sztuk teatralnych, licznych felietonów oraz innych form publicystycznych i literackich. Pracuje w parafii Przemienienia Pańskiego w Drezdenku jako kapelan chorych.
Wiersze publikował między innymi w „Tygodniku Kulturalnym”, „Salonie Literackim”, „Poezji”, „Literaturze”, w „Więzi” i „Przeglądzie Powszechnym”. Jego wiersze przekładano na język niemiecki i angielski.
Jest autorem spektaklu poetyckiego „Ten pusty krzyż”, wystawionego w olsztyńskim Teatrze im. Stefana Jaracza (1991).
Jego twórczość była przedmiotem opracowań krytycznych następujących autorów: Maciej Zdziarski („Dwa żywioły”. Posłowie do tomu pod tym samym tytułem. Olsztyn 1994); Zdzisław Łączkowski („Bez maski” w antologii „Wolność nie zniewolona, czyli spacerkiem przez sacrum i profanum”. Warszawa 1997); Piotr Urbański („O poezji Jerzego Hajdugi”. „Przegląd Powszechny” 2006, nr 1); Arkadiusz Frania („Unia i schizma albo poetyckie dry wine”. „Akant” 2006, nr 8); Andrzej Sulikowski („Krótkie formy Jerzego Hajdugi”.  „Pogranicza” 2007, nr 3 oraz posłowie do tomiku „Wynajęty widok”. Warszawa 2008); Robert Cieślak („Pisarze w sutannach i habitach”. Pod redakcją R. Cieślaka i P. Urbańskiego. Wydawnictwo Naukowe Uniwersytetu Szczecińskiego. Szczecin 2008).
W 2019 ks. Jerzy Hajduga otrzymał dyplom honorowy Lubuskich Wawrzynów Literackich za całokształt twórczości a w 2021 zdobył nominację do Lubuskiego Wawrzynu Literackiego za tom Uważaj na siebie.

## Wydane tomy poezji
- Nawrócenie św. Augustyna (Kraków 1989)
- Najtrudniej Bogu (Kraków 1990)
- Panie, Ty wiesz (Drezdenko 1991)
- Miłość, która nie mogła umrzeć (Olsztyn 1991)
- Zabłądzić (Kraków 1993)
- Dwa żywioły (Olsztyn 1994)
- Zamilczenia (Gorzów Wlkp. 1994)
- Beze mnie (Kraków 1996)
- Rozmilczam się na wiele głosów (Olsztyn 1998)
- Droga krzyżowa (Ełk 2000)
- Spoglądając (Poznań 2003)
- Rozerwanie nieba (Kraków 2006)
- Wynajęty widok (Warszawa 2008)
- Rozerwanie nieba (Kraków 2008, wydanie drugie)
- Powieki wieków (Poznań 2012)
- Odpocząć od cudu (Warszawa 2015)
- Współbrzmienie (il. Maria Kuczara, Kraków-Drezdenko 2016)
- Jeszcze (Poznań-Drezdenko 2018)
- Zatrzymać z czasu chwile (Kraków-Drezdenko 2018)
- Listy na stół (z Aliną Bernadettą Jagiełłowicz) (Wrocław 2019)
- Uważaj na siebie (Biblioteka „Toposu”, t. 182, Sopot 2020)[3]
- Zostań; takie twoje odchodzenie (treny z lat) [edycja dwutomowa] (Poznań 2022)[4]

## Felietony
- Granice przyzwyczajenia (Ełk 2001)
- Klatki i klitki (Gorzów Wlkp. 2005)

## Płyta CD
- Coraz ciszej - wiersze Jerzego Hajdugi (śpiewa Dominika Świątek, czyta Maciej Rayzacher, 2013)